# Roberto Boninsegna
Roberto Boninsegna (né le 13 novembre 1943 à Mantoue en Lombardie) est un footballeur international italien, qui jouait au poste d'attaquant, avant de devenir ensuite entraîneur.

## Biographie

### Joueur

#### Carrière en club
Véritable attaquant, Boninsegna, doté d'un tir puissant et précis, était également réputé pour son bon jeu de tête, et commença sa carrière avec le club de l'AC Prato en 1963, après avoir été formé par le grand club de sa région natale de l'Inter Milan.
Au bout d'une saison, il part jouer en Serie B avec le Potenza SC (où il forme un bon duo offensif avec Silvino Bercellino surnommé l'attacco raffica), puis commence la saison suivante en Serie A Varèse (jouant son premier match en première division le 9 avril 1965 lors d'une défaite 5-2 contre l'Inter).
Il rejoint ensuite un plus grand club, le Cagliari Calcio, où il forme rapidement un redoutable duo d'attaque avec Gigi Riva, effectuant trois bonnes saisons en Sardaigne de 1966 à 1969.
Il est transféré ensuite à l'Inter Milan (le club qui l'a formé un peu moins d'une dizaine d'années auparavant) en échange d'Angelo Domenghini. À Milan, il connaît la plus grande période de gloire de son histoire, remportant son premier titre avec le scudetto de l'année 1970-71 (saison où il termina également capocannoniere de Serie A avec 24 buts, réitérant même cette performance la saison suivante avec 22 buts).
Il dispute au total 281 matchs avec l'Inter (197 en Serie A, 55 en Coppa Italia et 29 en Europe) et inscrivit 171 buts (113 en Serie A, 36 en Coppa Italia et 22 en Europe).
Surnommé Bonimba, il termine ensuite sa carrière de joueur au plus haut niveau avec la Juventus (à 33 ans en échange de Pietro Anastasi), rivaux de l'Inter, avec qui il évolue de 1976 à 1979. Il dispute sa première rencontre avec la Juve le 29 août 1976 lors d'un match nul 1-1 contre l'AC Monza en coupe (il inscrit d'ailleurs durant ce match le but juventino). Il est titulaire dès sa première saison au club, et, dirigé par Giovanni Trapattoni, remporte le titre de champion d'Italie de 1976-77 ainsi que la Coupe UEFA (premier trophée international du club turinois) lors de la même saison. La saison suivante, il conserve son titre de champion national et remporte également une coupe en 1978-1979 (ce qui porte à quatre son nombre de titres remportés à la Juve en trois saisons).
Il dispute au total 94 matchs avec la Juve (dont 58 en Serie A, 17 en Coppa Italia et 19 en Europe) pour 35 buts inscrits (22 en Serie A, 6 en Coppa Italia et 7 en Europe).
Il termine enfin sa carrière avec le club de Serie B de l'Hellas Vérone en 1979-1980, puis enfin au Viadanese en Serie D la saison suivante, équipe dont il deviendra ensuite directeur sportif.

#### Carrière internationale
Il reçoit sa première cape avec l'équipe d'Italie durant sa période à Cagliari le 18 novembre 1967 lors d'un match nul 2-2 contre la Suisse.
Il est finalement convoqué par Ferruccio Valcareggi pour disputer la coupe du monde de 1970 au Mexique. En demi-finale, il marqua le premier but puis fut l'auteur de la passe décisive pour Gianni Rivera qui fit gagner l'Italie 4-3 lors d'un match historique (appelé « le match du siècle ») contre l'Allemagne. Durant le mondial, il marqua également le seul but de l'équipe d'Italie lors de la finale perdue 4-1 contre l'équipe du Brésil.
Au total, il a en tout joué 22 matchs avec la Squadra Azzurra et inscrit 9 buts.

### Après-carrière
Il joua quelques rôles au cinéma, comme celui d'un moine en 1989 dans la série télévisée I Promessi Sposi di Salvatore Nocita, ou encore celui d'un footballeur dans le film Don Camillo avec Terence Hill. 
Après sa carrière de joueur, il en entame alors une nouvelle d'entraîneur, travaillant tout d'abord aux côtés d'Ettore Recagni, où il devient observateur pour les sélections de jeunes d'Italie (moins de 19 ans, 20 ans, et espoirs), avant de s'occuper du club de Mantoue. 
En 2005, il est candidat au conseil communal de Mantoue dans la liste civique Conte per Mantova Libera, no turbogas, sans finalement être élu. 
Après avoir été observateur durant 8 ans pour son club formateur, l'Inter, il devient le 28 février 2012 le nouveau directeur technique du Mantoue FC.

## Palmarès
| \| Inter - Championnat d'Italie (1) : - Champion : 1970-71. - Vice-champion : 1969-70. - Meilleur buteur : 1970-71 (24 buts) et 1971-72 (22 buts). - Coupe d'Italie : - Meilleur buteur : 1971-72 (8 buts). \| \| Juventus - Championnat d'Italie (2) : - Champion : 1976-77 et 1977-78. - Coupe d'Italie (1) : - Vainqueur : 1978-79. - Coupe UEFA (1) : - Vainqueur : 1976-77. \| |  | Italie - Coupe du monde : - Finaliste : 1970. |
| Inter - Championnat d'Italie (1) : - Champion : 1970-71. - Vice-champion : 1969-70. - Meilleur buteur : 1970-71 (24 buts) et 1971-72 (22 buts). - Coupe d'Italie : - Meilleur buteur : 1971-72 (8 buts). |  | Juventus - Championnat d'Italie (2) : - Champion : 1976-77 et 1977-78. - Coupe d'Italie (1) : - Vainqueur : 1978-79. - Coupe UEFA (1) : - Vainqueur : 1976-77. |